# Pont d’Austerlitz
Pont d’Austerlitz jest to most na Sekwanie położony w Paryżu.

## Lokalizacja
Pont d’Austerlitz łączy 12 dzielnice Paryża z 5 na ulicy Ledru-Rollin oraz z 13 na poziomie Jardin des Plantes (Ogrodu Botanicznego).

## Historia

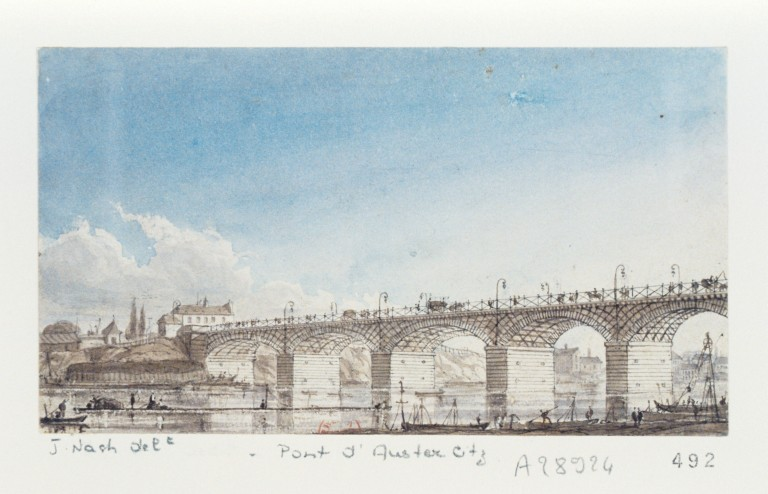

Budowa mostu była konieczna, aby połączyć przedmieście Saint-Antoine na prawym brzegu Sekwany z Jardin des Plantes na lewym brzegu. Pierwsze prace konstrukcyjne rozpoczęły się w 1801 roku; wówczas inżynier Becquey de Beaupré zaproponował budowę mostu opartego na pięciu łukach. W 1854 roku szerokość mostu zwiększono do 18 m, a ostatecznie szerokość Pont d’Austerlitz wynosi 30 m.

## Charakterystyka
- Typ: Most łukowy
- Lata Budowy: 1801–1805, 1854 oraz 1884–1885
- Inauguracja: 1854 oraz 1885
- Architekci: Alexandre Michal, Jules Savarin (1854) – Jean-Marie-Georges Choquet (1885)
- Konstrukcja: Kamienna
- Łączna długość: 173,80 m

## Metro
Najbliższą stacją paryskiego metra jest Quai de la Rapée.